# Aimee Teegarden
Aimee Richelle Teegarden  (Downey, California; 10 de octubre de 1989), más conocida como Aimee Teegarden, es una actriz y modelo estadounidense. Desde 2006 y hasta 2011 protagonizó la serie de NBC Friday Night Lights.

## Biografía
Aimee nació y creció en Downey, California, un suburbio de Los Ángeles, donde vivía en casa con su madre, su padre, su hermano y muchos animales domésticos. A la edad de diez años, fue contratada para recibir clases de actuación y por ello pidió permiso a sus padres para empezar. Estuvieron de acuerdo y fue matriculada en unas pocas clases de actuación. Poco tiempo después, su sueño de ser actriz se hizo realidad, cuando obtuvo un agente y comenzó a ir a audiciones. La actuación no es su única afición. Practica varios deportes, incluyendo el hockey, el béisbol, fútbol, lacrosse, snowboarding, escalada, bolos y surf. Regresó de nuevo a su casa en Downey. El 24 de agosto de 2007, actuó en el concurso de belleza Miss Adolescente Estados Unidos.
Ha participado activamente en el Bethel de las Hijas de Job en Downey. Las Hijas de Job son una organización filantrópica que realiza proyectos de servicios para ayudar a la comunidad, a los menos afortunados, y a otras organizaciones benéficas. También tiene pasado en el capítulo Walt Disney de la Orden DeMolay.  El 19 de junio de 2008 en Anaheim, California, fue nombrada "Novia Internacional Honorífica" de la Orden Internacional DeMolay por el "Maestro Consejero Internacional" de la orden, Austin Whitaker. 
Posteriormente, también apareció en el video musical de la canción Kelsey, del grupo de rock Metro Station, donde tuvo que besar a Mason Musso. En 2011 protagonizó la película Beneath the Darkness, junto a Dennis Quaid y Tony Oller. En 2013 protagonizó junto a Dustin Milligan el video musical de la canción Made in the USA, de la cantante Demi Lovato.

## Filmografía

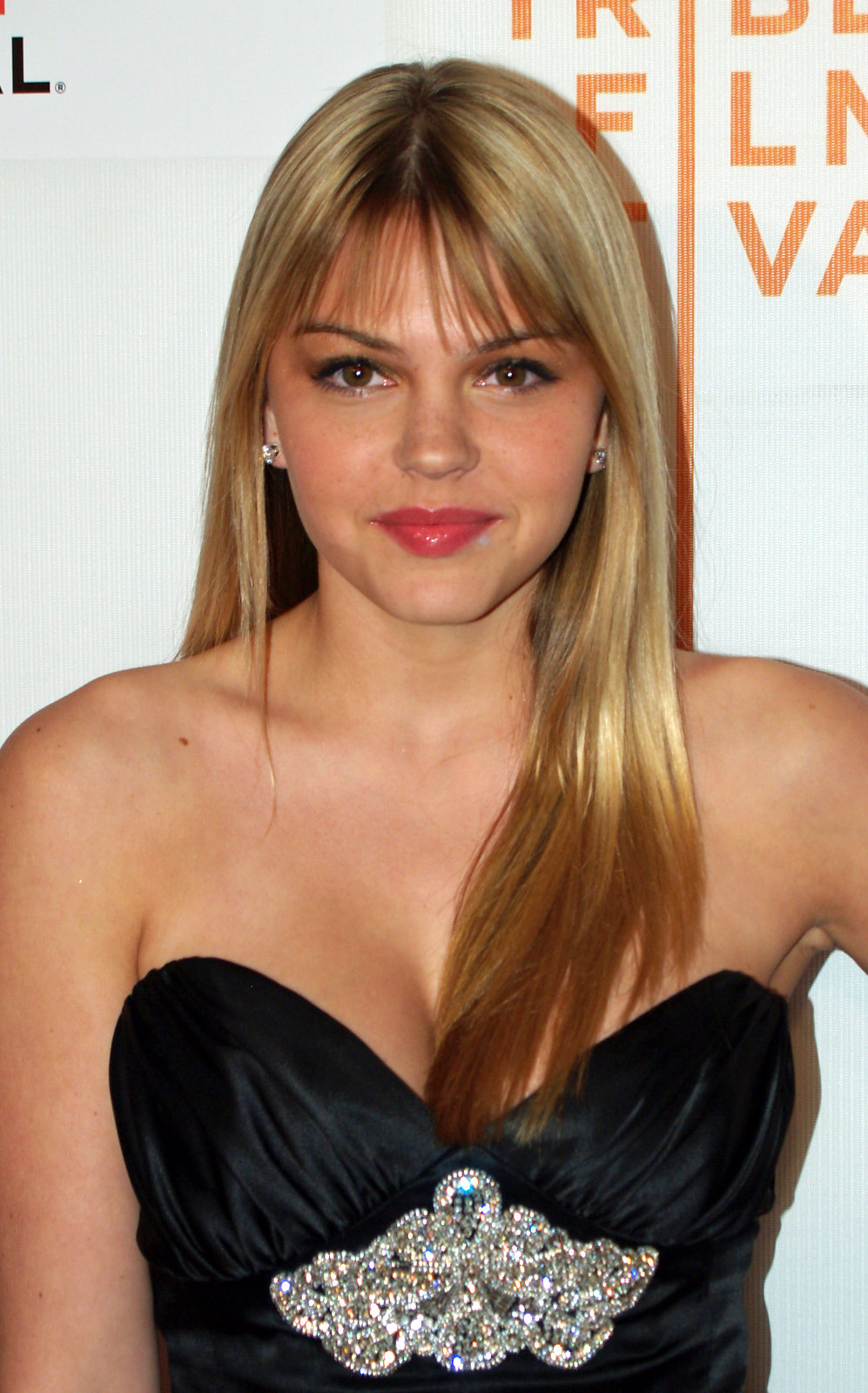
Aimee Teegarden en el Festival de cine de Tribeca en 2008.

### Cine
| Año  | Título                           | Papel                   | Notas                    |
| ---- | -------------------------------- | ----------------------- | ------------------------ |
| 2005 | Sailing for Madagascar           | Bette Warren            | Cortometraje             |
| 2009 | The Perfect Age of Rock 'n' Roll | Annie Genson            | Papel principal          |
| 2009 | For Sale by Owner                | Elenore Dare            | Papel principal          |
| 2009 | The Call of the Wild             | Tracy                   | Papel secundario         |
| 2011 | Beautiful Wave                   | Nicole                  | Papel principal          |
| 2011 | Beneath the Darkness             | Abby                    | Papel principal          |
| 2011 | Scream 4                         | Jenny Randall           | Papel secundario         |
| 2011 | Prom                             | Nova Prescott           | Papel principal          |
| 2012 | The Selection                    | Cantante estadounidense | Película para televisión |
| 2013 | Call Me Crazy: A Five Film       | Olivia                  | Película para televisión |
| 2013 | Love and Honor                   | Juniper/Jane            | Papel principal          |
| 2016 | My Bakery in Brooklyn            | Vivien                  | Papel protagonista       |
| 2017 | Rings                            | Skye Johnston           | Papel secundario         |
| 2017 | A Change of Heart                | Josie                   | Papel principal          |

### Televisión
| Año       | Título                                   | Papel          | Notas        |
| --------- | ---------------------------------------- | -------------- | ------------ |
| 2003      | Cold Case                                | Tina Bayes     | 1 episodio   |
| 2006-2011 | Friday Night Lights                      | Julie Taylor   | 76 episodios |
| 2006      | Hannah Montana                           | Melissa        | 1 episodio   |
| 2007      | Ned's Declassified School Survival Guide | Chica #2       | 1 episodio   |
| 2009      | CSI: Miami                               | Brianna Faber  | 1 episodio   |
| 2009      | 90210                                    | Rhonda Kimble  | 3 episodios  |
| 2009      | Legend of the Seeker                     | Annabelle      | 1 episodio   |
| 2010      | CSI: Crime Scene Investigation           | Molly Sinclair | 1 episodio   |
| 2011-2013 | Aim High                                 | Amanda Miles   | 16 episodios |
| 2012      | Ladies of Rap                            | Courtney       | 1 episodio   |
| 2014      | Star-Crossed                             | Emery          | 13 episodios |
| 2016      | The Ranch                                | Nikki          | 2 episodios  |
| 2016      | Notorious                                | Ella Benjamin  | 10 episodios |